# Idiasta brachyptera
Idiasta brachyptera är en stekelart som först beskrevs av Vladimir Ivanovich Tobias 1975.  Idiasta brachyptera ingår i släktet Idiasta och familjen bracksteklar. Inga underarter finns listade i Catalogue of Life.